# Geji jezik
Geji jezik (ISO 639-3: gji; gejawa, gezawa, kayauri), jezik zapadnočadskog maroda Geji, afrazijska porodica, kojim govori 6 000 ljudi (1995 CAPRO) u nigerijskoj državi Bauchi u LGA Toro.
Klasificira se u užu skupinu B.2. sjeverne bauchi jezike. Ima više dijalekata: bolu (magang, pelu), geji (gyaazi, gezawa, gaejawa) i zaranda (buu).

## Vanjske poveznice
- Ethnologue (14th)
- Ethnologue (15th)